# Periodični gibi udov v spanju
Periodični gibi udov v spanju so motnja, za katero so značilni stereotipni gibi spodnjih in lahko tudi zgornjih okončin med spanjem. Praviloma gre za premike spodnjih delov telesa (palci, gležnji, kolena, tudi kolki).
Najpogosteje se kaže s kratkotrajnimi epizodami nenadnih, periodično ponavljajočih se stereotipnih zgibkov okončin, ki ponavadi povzročijo popolno ali nepopolno prebujanje.
Gre za drugo vrsto motnje, kot je sindrom nemirnih nog. Pri sindromu nemirnih nog gre hoteni odziv na občutek nelagodja v nogi, medtem ko so periodični gibi udov v spanju nehoteni ter se jih bolnik  pogosto sploh ne zaveda.

## Znaki in simptomi
Za periodične gibe udov v spanju so značilni nehoteni premiki zlasti spodnjih udov med spanjem. Bolniki premikajo zlasti palce, gležnje, kolena, tudi kolke, redkeje tudi zgornje okončine. Taki periodični zgibki pogosto povzročijo popolno ali nepopolno prebujanje, zato so lahko bolniki zaradi pomanjkanja kakovostnega spanca čez dan pretirano utrujeni.  Praviloma se nočnih prebujanj zaradi periodičnih gibov udov sploh ne spominjajo.